# NISCH
NISCH‏ (Nischarin) هوَ بروتين يُشَفر بواسطة جين NISCH في الإنسان.